# Quid Pro Quo (musikalbum)
Quid Pro Quo är rockgruppen Status Quos 29:e studioalbum. Albumet är utgivet 2011 på skivbolaget Tesco Entertainment och Fourth Chord Records i Storbritannien och på earMusic/Edel i övriga världen. Albumet innehåller 14 nyskrivna låtar och en nyinspelning av In the Army Now.

## Låtlista
1. "Two Way Traffic" (Rossi/Edwards) – 4:00
2. "Rock 'n' Roll 'n' You" (Rossi/Bown) – 3:32
3. "Dust to Gold" (Rossi/Bown/Edwards) – 4:52
4. "Let's Rock" (Parfitt/Morris) – 4:28
5. "Can't See for Looking" (Parfitt/Bown/Edwards) – 3:55
6. "Better Than That" (Rossi/Young) – 3:18
7. "Movin' On" (Rossi/Young) – 4:05
8. "Leave a Little Light On" (Parfitt/Morris) – 4:05
9. "Any Way You Like It" (Bown/Crook/Edwards) – 3:18
10. "Frozen Hero" (Rossi/Bown) – 4:21
11. "Reality Cheque" (Parfitt/Edwards) – 4:05
12. "The Winner" (Rossi/Young) – 3:18
13. "It's All About You" (Rossi/Young) – 2:54
14. "My Old Ways" (Rossi/Young) – 3:04
15. "In the Army Now (2010)" (Bolland/Bolland) (producerad av Pip Williams) – 3:53

## Officiell bootleg
En officiell bootleg släpptes i samband med albumet. Bootlegen är inspelad live i Amsterdam och Melbourne 2010.
1. "Whatever You Want" – 5:12
2. "Down Down" – 5:06
3. "Don't Drive My Car" – 3:51
4. "Hold You Back" – 4:38
5. "Pictures of Matchstick Men" – 2:29
6. "Ice in the Sun" – 2:14
7. "Beginning of the End" – 4:27
8. "Roll Over Lay Down" – 5:58
9. "Caroline" – 5:08
10. "Rockin' All Over the World" – 4:07

## Medverkande
- Francis Rossi - sång, gitarr
- Rick Parfitt - sång, gitarr
- John Edwards - bas, sång
- Andy Bown - keyboard
- Matt Letley - trummor

### Ytterligare medverkande
- Bob Young - Harmonica på spår 13
- Nick Rossi - körsång på spår 2, 6, 7, 12, 13 och 14
- Kick Horns - blås på spår 4
  - Simon Clarke - barytonsax
  - Paul Spong - trumpet
  - Tim Sanders - tenorsax
- Brittiska arméns musikkår, Kneller Hall, Twickenham och rop av WO Eliott Drake på spår 15